# El coleccionista (novela)
El coleccionista es la primera novela, publicada en 1963, del escritor inglés John Fowles. En 1965 sirvió de base a la película homónima protagonizada por Terence Stamp. 

## Argumento
La novela se centra en un solitario joven, Frederick Clegg, quien trabaja en una oficina estatal y colecciona mariposas en su tiempo libre. Clegg está obsesionado con Miranda Grey, una estudiante de arte, a quien admira distantemente pero con quien no establece ningún contacto. Un día, Clegg gana un importante premio en las apuestas de fútbol. Abandona su trabajo y compra una casa en la campiña. Sin embargo, se siente solo y quiere estar con Miranda. Sin poder establecer un contacto normal, decide sumarla a su colección de objetos bellos e inanimados, con la esperanza de que, a medida que pase el tiempo, se enamore de él. 
Luego de cautelosos preparativos, Clegg secuestra a Miranda tras sedarla con cloroformo y la encierra en un sótano que había preparado especialmente en su nuevo hogar. Cuando la joven se despierta lo enfrenta y le recrimina sus acciones. Clegg, avergonzado, le promete que la dejará ir tras un mes. Le asegura que la tratará con respeto y le permite ciertas libertades, como tomar baños en la casa principal u otorgarle constantes regalos, siempre y cuando nunca abandone el sótano. 
La segunda parte de la novela toma el punto de vista de Miranda, a partir de fragmentos de un diario que logra escribir en su cautiverio. Clegg la asusta, y no logra entenderlo al principio. Miranda recuerda su vida previa al cautiverio, y muchas de las partes del diario están dirigidas o bien a su hermana o a un hombre a quien refiere como G.P., de quien finalmente se da cuenta de que está enamorada. En esta sección de la novela, el autor explora diferentes asuntos filosóficos, tales como la naturaleza del arte, la humanidad e incluso la existencia de Dios. 
Al principio, Miranda cree que su captor alberga motivos sexuales para haberla secuestrado; sin embargo, a partir de las acciones de Clegg, se da cuenta de que no es así. Comienza a sentir pena por él, comparándolo con el personaje Calibán de la obra de William Shakespeare La tempestad debido a su obsesión por ella. Clegg le dice que su nombre es Ferdinand, quien en la obra de Shakespeare es quien gana el corazón del personaje de Miranda. 
La muchacha intenta escapar en múltiples ocasiones, todas abortadas por Clegg. También intenta seducirlo con el fin de que la deje en libertad. A medida que Clegg se rehúsa a dejarla ir, Miranda comienza a fantasear con asesinarlo. Luego de un intento fallido de hacerlo, Miranda comienza a sentir pena por ella misma. Cree que matar a su captor la rebajaría a su nivel, y desiste de volver a intentarlo. Antes de intentar otro escape, comienza a enfermar y eventualmente muere. 
La última parte de la novela vuelve a ser narrada por Clegg. Tras la muerte de Miranda, desea suicidarse pero tras encontrar su diario y enterarse de que ella nunca lo amó decide que está mejor sin ella. El libro termina con su deseo de secuestrar a una nueva muchacha.

## En otros medios
El coleccionista ha sido adaptada tanto en el cine como en el teatro. Al mismo tiempo, se ha hecho referencia a ella en numerosas canciones, programas de televisión y libros. 

### Cine
La novela fue adaptada en una versión cinematográfica con el mismo nombre en 1965. El guion fue adaptado por Stanley Mann y John Kohn, y fue dirigida por William Wyler. Fue protagonizada por Terence Stamp y Samantha Eggar en los papeles de Clegg y Miranda respectivamente.

### Música
- La canción «The Butterfly Collector» de la banda inglesa The Jam (lado B de su sencillo de 1979 «Strange Town») estuvo inspirada por el libro.
- La letra de la canción «Purity», de la banda de metal Slipknot, toma inspiración de la novela, así como la canción «Prosthetics» de la misma banda.
- Se piensa que la canción «Half A Person» de The Smiths se titula por una cita del libro:  «Caliban is half a person at the best of times».
- La canción «The Man Who Stole A Leopard» de la banda británica Duran Duran (en el álbum All You Need Is Now) estuvo inspirada por la película, según Nick Rhodes.
- La canción «Index» de Steven Wilson (en el álbum Grace For Drowning, 2011) se inspiró en la novela.
- La letra de «Chastity», del grupo The Raves, se relaciona con el argumento de la novela.

### Televisión
El argumento básico de El coleccionista (una persona solitaria que secuestra al objeto de sus deseos) se convirtió en un argumento clásico para numerosas series televisivas, desde comedias hasta policiales. Algunos de los más explícitos son: 
- En el episodio doble de Criminal Minds «The Fisher King» (que abarcó el final de la primera temporada y el comienzo de la segunda), el secuestrador utiliza una copia de El coleccionista para enviar un mensaje.
- En el episodio «Treehouse of Horror X» de la serie Los Simpsons, El Sujeto de las Historietas adquiere la personalidad de El Coleccionista para secuestrar a Lucy Lawless.

### Libros e historietas
- En el libro La Torre Oscura de Stephen King, Finli o'Tego, lee El Coleccionista. Luego, se da cuenta de que otro personaje, Dinky, también lee una novela de Fowles.
- En Misery, de Stephen King, Paul Sheldon compara su situación con la novela de Fowles. El prefacio de la tercera parte es una cita de El Coleccionista.
- En el cómic de Neil Gaiman La casa de muñecas, hay una referencia a El coleccionista. Los coleccionistas, allí, son un grupo de asesinos seriales que miran una película y la relacionan con ellos mismos.

## Relación con asesinos seriales
En varias oportunidades desde la publicación de la novela, asesinos seriales, secuestradores y otros criminales alegaron que El coleccionista fue la base, la inspiración o la justificación de sus crímenes.

### Leonard Lake y Charles Ng
En 1985, Leonard Lake (con la ayuda de Charles Chi-Tat Ng) secuestraron a Kathy Allen de dieciocho años y a Brenda O'Connor de diecinueve años para satisfacer su fantasía de tener su propia «Miranda». Lake describió su plan de utilizar mujeres para sexo y tareas domésticas en un vídeo «filosófico». Se cree que junto a Charles Ng asesinaron al menos a veinticinco personas, incluyendo dos familias enteras. Aunque Lake cometió muchos crímenes en el área de Ukiah, California, su «Operación Miranda» recién comenzó cuando se mudó a un área remota en Wilseyville, California. Los vídeos de los asesinatos y un diario escrito por Lake fueron encontrados enterrados cerca de su búnker. En ellos se reveló que Lake nombró su plan «Operación Miranda» por el libro de Fowles.

### Christopher Wilder
Christopher Wilder, conocido asesino serial de chicas jóvenes, tenía en su poder una edición de El coleccionista al momento de suicidarse en 1984.

### Robert Berdella
En 1988, Robert Berdella mantenía cautivas a sus víctimas masculinas y fotografiaba sus torturas antes de asesinarlos. Alegó que la versión cinematográfica de El coleccionista fue su inspiración de adolescente.